# 漁師めし
漁師めし（りょうしめし）は、北海道テレビ放送（HTB）にて2012年10月4日から同年12月20日まで放送されていたグルメバラエティ番組。放送時間は木曜日24:50 - 25:05（JST。以下同）。
2013年3月22日（金曜日）24:50 - 25:50にはスペシャル版『極寒! 漁師めしスペシャル～流氷と戦う男たち～』が放送された。

## 概要
- 『HTB深夜開拓魂』第9作。この枠としては『我思う、故に我ラーメン』『ワールド★カップメン』に続くグルメ路線の第3弾にあたるが、麺類をテーマにした前2作から一転し、当番組は“魚”をテーマにした番組である。通称“漁業応援バラエティ”。
- メイン出演者は北海道旭川市出身のお笑いコンビ「アームストロング」。毎回2人が北海道内の漁港を訪れ、漁業にいそしむ漁師たちの生き様を体験しながら、漁師が作るオリジナルの魚料理を実際に試食し味わう。試食後はお世話になった漁師達へ向けて、札幌市出身の演歌歌手・滑川まさ美（愛称：なめちゃん）が漁師からのリクエスト曲（主に演歌・歌謡曲）を歌うサービスもある。但しスペシャル版では滑川は登場していない。

## 放送リスト

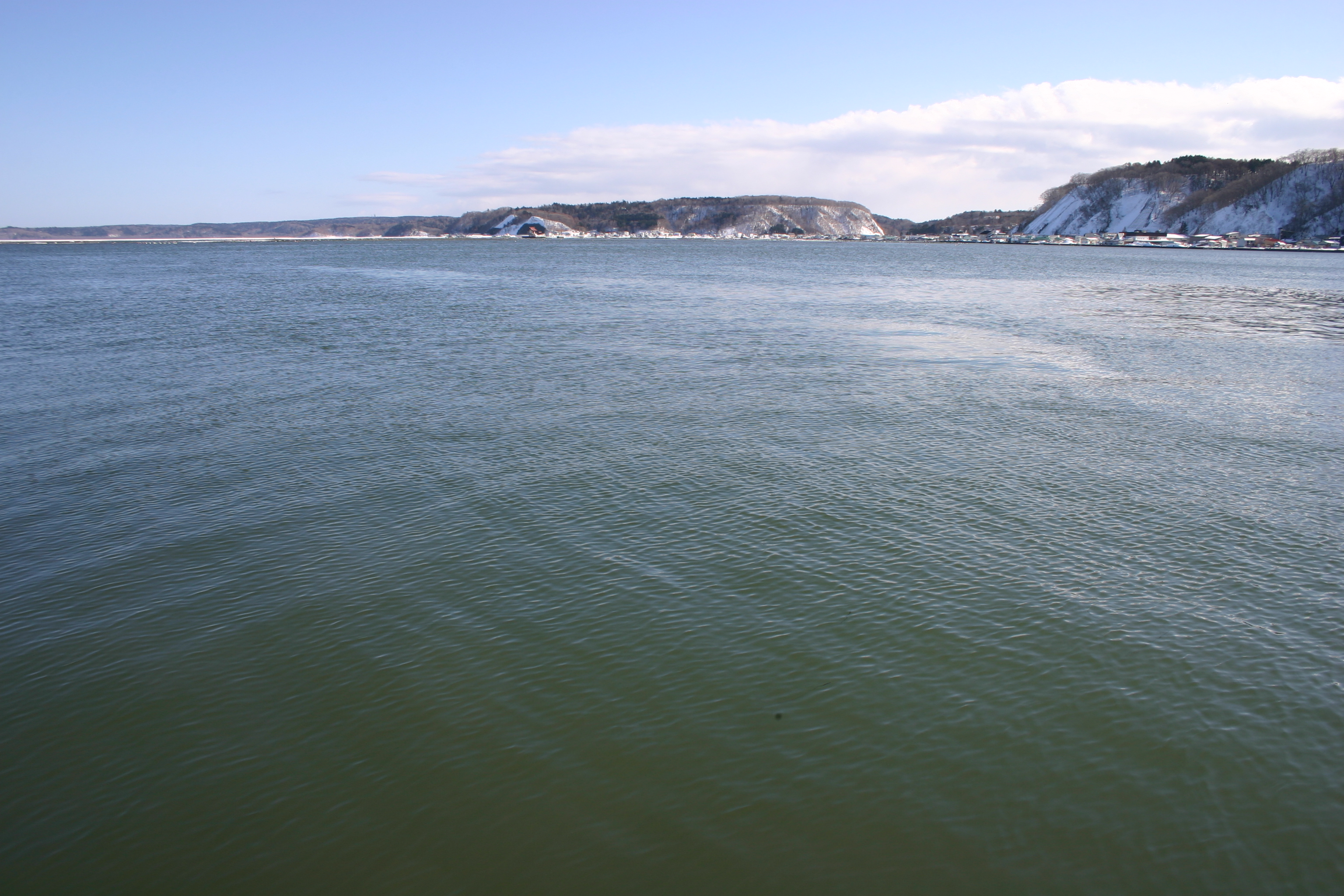
第5・6回目のロケ地・厚岸湖

| 回 | 放送日         | ロケ地（主な場所）                      | 登場した魚介類 | プレゼント曲                  |
| -- | -------------- | --------------------------------------- | -------------- | ----------------------------- |
| 1  | 2012年 10月4日 | 別海町（尾岱沼漁港）                    | イカ、サケ     | 「男酔い」吉幾三              |
| 2  | 10月11日       | 別海町（尾岱沼漁港）                    | イカ、サケ     | 「男酔い」吉幾三              |
| 3  | 10月18日       | 松前町                                  | マグロ         | 「北の漁場」北島三郎          |
| 4  | 10月25日       | 松前町                                  | マグロ         | 「北の漁場」北島三郎          |
| 5  | 11月1日        | 厚岸町（厚岸湖）                        | カキ、アサリ   | 「I LOVE すすきの」滑川まさ美 |
| 6  | 11月8日        | 厚岸町（厚岸湖）                        | カキ、アサリ   | 「I LOVE すすきの」滑川まさ美 |
| 7  | 11月15日       | 小樽市（高島漁港）                      | シャコ         | 「ごめんね…」髙橋真梨子       |
| 8  | 11月22日       | 小樽市（高島漁港）                      | シャコ         | 「ごめんね…」髙橋真梨子       |
| 9  | 11月29日       | 白糠町（白糠漁港）                      | シシャモ       | 「I LOVE すすきの」滑川まさ美 |
| 10 | 12月6日        | 白糠町（白糠漁港）                      | シシャモ       | 「I LOVE すすきの」滑川まさ美 |
| 11 | 12月13日       | 函館市・恵山                            | 根ボッケ       | 「人生みちづれ」天童よしみ    |
| 12 | 12月20日       | 函館市・恵山                            | 根ボッケ       | 「人生みちづれ」天童よしみ    |
| SP | 2013年 3月22日 | 羅臼町（麻布漁港） 別海町（尾岱沼漁港） | ウニ、ホタテ   | なし                          |

## スタッフ
- ナレーター：岸健介
- 企画・プロデュース：佐藤敬幸
- 撮影：図司祐介、小林直人、三戸史雄、江谷拓、新井智博
- 音声：松澤聡、藤田和也、佐貫亮太
- 音効：百石仁、青山詩織、石川裕輔[1]
- 美術：BgBee
- WEB：HTBポッドキャスト1号
- AD：加藤和弥
- ディレクター：窪井響、須田慶太、辻崎剛広[1]
- 演出：南部健吾
- プロデューサー：多田健[2]、戸島龍太郎
- 制作著作：北海道テレビ放送

## 備考
- 第3回は木曜ドラマ『ドクターX〜外科医・大門未知子〜』の第1回放送のため、15分繰り下げの25:05 - 25:20枠で放送。
- 第10・11・12回は、直前に放送されているミニ番組『キラキラ』が3分拡大[3]した影響で、放送時間が3分繰り下がった。なお、第11回は前述のドラマ『ドクターX』の最終回を枠拡大したため、25:08 - 25:23に繰り下げて放送した。
- 2012年11月8日放送の当番組第6回で、HTB深夜開拓魂シリーズは通算100回目の放送を達成した。
- レギュラー放送最終回及びスペシャル版のラストで「まだ、漁師めしはある!」という煽り文があったが、番組メインのアームストロングが2014年4月13日付で解散したこともあってか[4]、現時点で続編制作の目途は立っていない模様である。